# Elena Murgoci
Elena Murgoci-Florea (Vaslui, 20 mei 1960 – Boekarest, 24 augustus 1999) was een Roemeense langeafstandsloopster, die gespecialiseerd was in de marathon. Ze werd driemaal Roemeens kampioene op de 10.000 m en vijfmaal op de klassieke afstand. Ook nam ze eenmaal deel aan de Olympische Spelen, maar won hierbij geen medailles.

## Biografie
Haar eerste succes boekte Murgoci in 1985 met het winnen van het Roemeense kampioenschap op de marathon. Het jaar erop won ze de nationale titel op de 10.000 m en de marathon.
In 1992 vertegenwoordigde ze haar land op de marathon tijdens de Olympische Spelen van Barcelona. Met een tijd van 3:01.46 eindigde ze op een 32e plaats. Deze wedstrijd werd gewonnen door Valentina Yegorova, die met 2:32.41 bijna een half uur eerder over de finish ging. Een jaar later werd ze met 1:10.17 vijfde op het wereldkampioenschap halve marathon in Brussel. Met haar teamgenotes Anuța Cătună en Iulia Negura eindigde ze op een eerste plaats in de landenwedstrijd.
In Nederland genoot ze met name bekendheid vanwege het winnen van de marathon van Amsterdam (1988) en de marathon van Rotterdam (1989). Bij laatstgenoemde wedstrijd liep ze haar persoonlijke record van 2:32.03.
Murgoci werd in 1996 door de Roemeense atletiekbond levenslang geschorst, omdat ze tweemaal in korte tijd betrapt werd op het gebruik van verboden middelen. Het zou hier gaan om anabole steroïden.
Op 24 augustus 1999 werd ze buitenshuis op 39-jarige leeftijd doodgestoken door haar jaloerse vriend.

## Titels
- Roemeens kampioene 10.000 m - 1986, 1988, 1989
- Roemeens kampioene marathon - 1985, 1986, 1987, 1988, 1989, 1992

## Persoonlijke records
Baan
| Onderdeel | Prestatie | Datum        | Plaats    |
| --------- | --------- | ------------ | --------- |
| 3000 m    | 8.58,28   | 1988         |           |
| 5000 m    | 15.27,29  | 31 juli 1993 | Boekarest |
| 10.000 m  | 32.08,60  | 3 juli 1993  | Boekarest |

Baan
| Onderdeel      | Prestatie | Datum            | Plaats    |
| -------------- | --------- | ---------------- | --------- |
| halve marathon | 1:10.13   | 21 augustus 1993 | Boekarest |
| marathon       | 2:32.03   | 16 april 1989    | Rotterdam |

## Palmares

### 10.000 m
- 1986:  Roemeense kamp. - 32.24,69
- 1988:  Roemeense kamp. - 33.19,98
- 1989:  Roemeense kamp. - 33.25,92

### 5 km
- 1995:  5 km van Mondeville - 16.22

### halve marathon
- 1993: 5e WK in Brussel - 1:10.17
- 1993:  halve marathon van Boekarest- 1:10.13

### marathon
- 1984: ?e marathon van Constanta - 2:51.06
- 1985: 73e Wereldbeker in Hiroshima - 3:04.12
- 1985:  Roemeense kamp. in Sibiu - 2:41.59
- 1986:  marathon van Tel Aviv - 2:49.32
- 1986:  marathon van Pyongyang - 2:37.11
- 1986:  Roemeense kamp. in Sibiu - 2:40.05
- 1987:  marathon van Chemnitz - 2:37.15
- 1987:  Roemeense kamp. in Constanta - 2:35.10 (1e overall)
- 1988:  marathon van Amsterdam - 2:41.56
- 1988:  Roemeense kamp. in Boekarest - 2:33.03 (1e overall)
- 1989:  marathon van Rotterdam - 2:32.03
- 1989:  Roemeense kamp. in Sibiu - 2:37.47 (1e overall)
- 1991:  marathon van Oradea - 2:39.00
- 1991: 4e marathon van Cleveland - 2:41.07
- 1991: 8e marathon van New York - 2:39.49
- 1992: 5e marathon van Rotterdam - 2:40.29
- 1992:  Roemeense kamp. - 2:29.02[3]
- 1992: 32e OS - 3:01.46

### veldlopen
- 1987: 29e WK (lange afstand) - 17.37